# Pasir Jae
Pasir Jae is een bestuurslaag in het regentschap Padang Lawas van de provincie Noord-Sumatra, Indonesië. Pasir Jae telt 995 inwoners (volkstelling 2010).